# Gendebien (familie)

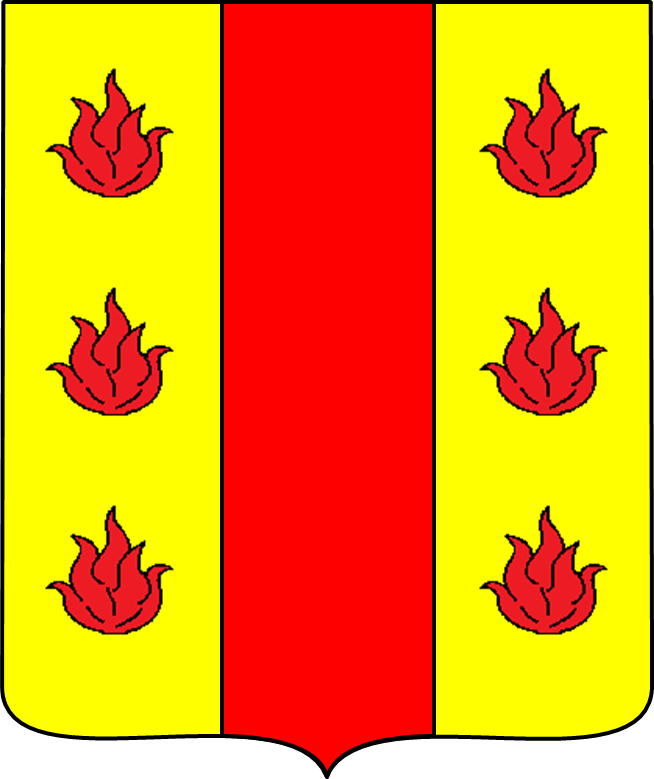

Gendebien is een notabele en adellijke Belgische familie.

## Genealogie
- Jean-François Gendebien (Givet, 21 februari 1753 - Bergen, 4 maart 1838), advocaat, lid van het Corps législatif, lid van de Tweede Kamer, lid van het Nationaal Congres, voorzitter van de rechtbank van eerste aanleg van Bergen en gemeenteraadslid van Bergen, trouwde met Célestine de Bray (1761-1830).
  - Alexandre Gendebien (1789-1869), advocaat, lid van het Voorlopig Bewind, lid van het Nationaal Congres, minister van Justitie, volksvertegenwoordiger en gemeenteraadslid van Brussel, trouwde met Sophie Barthélémy (1793-1850), dochter van Antoine Barthélemy, schepen van Brussel, lid van de Provinciale Staten van Zuid-Brabant, lid van de Tweede Kamer, lid van het Nationaal Congres, minister van Justitie en volksvertegenwoordiger.
    - Alexandre Gendebien (1812-1865), advocaat en industrieel, trouwde met Elise Malherbe (1815-1839), Ida del Bruyère (1821-1843) en Juliette Nalinne (1825-1893), dochter van Gustave Nalinne, advocaat, lid van het Nationaal Congres, burgemeester van Charleroi en provincieraadslid van Henegouwen.
    - Sophie Gendebien (1815-1883), trouwde met Charles Mourlon (1810-1876), Frans officier en industrieel. Ze waren de ouders van onder meer Michel Mourlon, geoloog en paleontoloog.
    - Jules Gendebien (1817-1886), advocaat bij het hof van beroep in Brussel, trouwde met Jeanne Catoir (1828-1910).
    - Victor Gendebien (1820-1896), advocaat bij het Hof van Cassatie en burgemeester van Schaarbeek, trouwde met Adèle Lefebvre (1823-1887).
      - Victor Gendebien (zie hierna)
      - Henri Gendebien (zie hierna)
      - Léon Gendebien (zie hierna)

    - Albert Gendebien (1821-1890), ingenieur, trouwde met Angélique Detilleux (1838-1923).
      - Charles Gendebien (zie hierna)

  - Jean-Baptiste Gendebien (1791-1865), industrieel en lid van het Nationaal Congres, trouwde met Thérèse Hennekinne (1797-1844).
  - Victoire Gendebien (1799-1853), trouwde met baron Ignace Louis Duvivier (1777-1853), generaal.

## Victor Gendebien
Victor Alexandre Marie Gendebien (Brussel, 11 november 1854 - Haltinne, 24 mei 1938), raadsheer in het Hof van Cassatie, werd in 1903 opgenomen in de Belgische erfelijke adel en verkreeg in 1930 de titel baron, overdraagbaar bij mannelijke eerstgeboorte. Hij trouwde in 1881 in Brussel met Berthe Leclercq (1860-1946), dochter van Louis Leclercq, advocaat bij het Hof van Cassatie en provincieraadslid van Brabant, en zus van Paul Leclercq. Ze kregen twee zoons en een dochter.
- Louis Gendebien (1882-1946), kunstschilder, trouwde in 1908 in Sint-Gillis met Agnès Dansaert (1885-1925). Ze kregen twee zoons en een dochter, met afstammelingen tot heden. Hij hertrouwde in 1929 in Elsene met Joséphine Kleinschmit (1879-1958). Het huwelijk bleef kinderloos.
- Marie Gendebien (1883-1956), trouwde in 1905 in Elsene met Paul Drugman (1874-1917). Ze kregen een zoon en drie dochters, met afstammelingen tot heden.
- Robert Gendebien (1885-1954), directeur bij Solvay en voorzitter van het Office généalogique et héraldique de Belgique, kreeg in 1933 de titel baron, overdraagbaar bij mannelijke eerstgeboorte. Hij trouwde in 1920 in Brussel met Marthe van der Straeten (1892-1965), dochter van baron Fernand van der Straeten, burgemeester van Beuzet, en kleindochter van Ernest Solvay. Ze kregen vier zoons en drie dochters, met afstammelingen tot heden.
  - Olivier Gendebien, (1924-1998), autopiloot, trouwde in 1957 in Parijs met Marie-Claire Ango de la Motte Ango de Flers (1930-1965).

## Henri Gendebien
Henri Edmond Marie Gendebien (Charleroi, 15 februari 1856 - Cannes, 12 februari 1915) werd in 1903 opgenomen in de Belgische erfelijke adel. Hij trouwde in 1884 in Brussel met Clémence Caillet (1862-1914). Ze kregen vier dochters. Deze familietak in uitgedoofd in 1974.
- Hélène Gendebien (1884-1974), trouwde in 1906 in Brussel met Victor Scheyven (1876-1940), notaris. Het huwelijk bleef kinderloos.
- Valentine Gendebien (1886-1970), trouwde in 1908 in Elsene met Léon Richard (1880-1934), raadsheer in het Hof van Cassatie. Het huwelijk bleef kinderloos.
- Gabrielle Gendebien (1888-1945), trouwde in 1909 in Elsene met René Taymans (1886-1957). Ze kregen twee zoons en een dochter, met afstammelingen tot heden.
- Germaine Gendebien (1889-1964), trouwde in 1918 in Wandsworth met jhr. Joseph Goethals (1885-1974), zoon van jhr. Edmond Goethals, advocaat en senator. Ze kregen drie zoons en drie dochters, met afstammelingen tot heden.

## Léon Gendebien
Léon Auguste Marie Gendebien (Schaarbeek, 6 december 1857 - Marbaix-la-Tour, 28 januari 1942), advocaat, volksvertegenwoordiger en burgemeester van Marbaix-la-Tour, werd in 1903 opgenomen in de Belgische erfelijke adel en verkreeg in 1930 de titel baron, overdraagbaar bij mannelijke eerstgeboorte. Hij trouwde in 1822 in Thuin met Louise t'Serstevens (1862-1932), dochter van Jean t'Serstevens, volksvertegenwoordiger, senator, burgemeester van Marbaix-la-Tour en Thuin en provincieraadslid van Henegouwen. Ze kregen twee zoons en een dochter.
- Paul Gendebien (1884-1957), burgemeester van Thuin en senator, trouwde in 1908 in Acoz met Ghislaine Pirmez (1889-1965), dochter van baron Maurice Pirmez, volksvertegenwoordiger. Ze kregen vijf zoons en drie dochters, met afstammelingen tot heden.
  - Marc Gendebien (1912-1944), gesneuveld in Amersfoort.
    - Paul-Henry Gendebien (1939-2024), volksvertegenwoordiger, schepen van Thuin en Europees Parlementslid.
- Alice Gendebien (1887-1966), trouwde in 1913 in Marbaix-la-Tour met Robert de Lalieux de la Rocq (1884-1937), burgemeester van Feluy en provincieraadslid van Henegouwen. Ze kregen twee zoons en drie dochters, met afstammelingen tot heden.
- Georges Gendebien (1889-1940), trouwde in 1921 in Stavelot met Anne-Marie t'Serstevens (1900-1923). Het huwelijk bleef kinderloos. Hij hetrouwde in 1925 in Beez met barones Geneviève Fallon (1894-1969), dochter van baron Edouard Fallon, voorzitter van de rechtbank van eerste aanleg van Namen. Ze kregen drie zoons en een dochter, met afstammelingen tot heden.

## Charles Gendebien
Charles Emile Gendebien (Montignies-sur-Sambre, 6 juni 1859 - Bergen, 28 juni 1927) trouwde in 1889 in Bergen met Jeanne Hardenpont (1869-1957). Ze hadden een enige dochter, laatste naamdraagster van deze familietak.
- Élisabeth Gendebien (1890-1962), trouwde in 1911 in Bergen met graaf Pierre de Lichtervelde (1884-1954), arrondissementscommissaris van Zinnik, zoon van graaf Gontran de Lichtervelde, diplomaat en lid van de Hoge Raad voor Kongo-Vrijstaat. Ze kregen twee zoons en drie dochters, met afstammelingen tot heden.